# 小山田暁
小山田 暁（おやまだ あきら、1948年 - ）は、日本の作曲家・編曲家。

## 概要
広告代理店に勤めていた時に小島豊美に能力を見出され、ひらけ!ポンキッキ向けの楽曲の作曲や編曲に携わった。小島豊美によると1985年頃に辞職し、以降は連絡を取っていないとしている。
小山田圭吾の父である三原さと志（本名：小山田晃）の別名義という説があったが、別人である。

## 作曲・編曲作品
- 雨もり寺のおしょうさん（歌：平野レミ、宍倉正信、サヴィーネ。『ひらけ!ポンキッキ』）
- おばけのうた（歌：のこいのこ、シンガーズ・スリー。『ひらけ!ポンキッキ』）
- ガチャピン・ムックのごあいさつ（歌：ガチャピン、ムック。『ひらけ!ポンキッキ』）
- カンフーレディー（歌：吉田美智子→高田とも子、コスモス。『ひらけ!ポンキッキ』）
- なみだぽろぽろ（歌：ピコ。『ひらけ!ポンキッキ』）
- はじめましてのアイウエオ（歌：のこいのこ。『ひらけ!ポンキッキ』）
- はやく大きくなりたいな（歌：野村忠、メロー・ウインズ。『ひらけ!ポンキッキ』）
- ヒポポタマス（歌：のこいのこ。『ひらけ!ポンキッキ』）
- ブカブカパジャマ（歌：のこいのこ。『ひらけ!ポンキッキ』）
- まる・さんかく・しかく（歌：のこいのこ。『ひらけ!ポンキッキ』）
- マンモス（歌：MoJo、ウィルビーズ。『ひらけ!ポンキッキ』）
- もものハート（歌：のこいのこ。『ひらけ!ポンキッキ』）

### 作曲
- まぶしいふたり（歌：星ゆかり。『あいつがHERO!』）

### 編曲
- あいうえおほしさま（歌：うらいみさこ。『ひらけ!ポンキッキ』）
- いろいろばなし（歌：のこいのこ。『ひらけ!ポンキッキ』）
- だるまさんがころんだ（歌：斉藤こず恵。『みんなのうた』）